# Microspingus cinereus
La monterita cinérea (Microspingus cinereus), también denominada dominiquí gris y blanco, es una especie de ave paseriforme de la familia Thraupidae perteneciente al género Microspingus, antes situada en Poospiza. Es endémica de Brasil.  

## Distribución y hábitat
Se distribuye hacia el sur del interior de Brasil en los estados de Goiás, Minas Gerais y Distrito Federal. Puede estar extinta en los estados de Mato Grosso (sin registros desde 1904) y Mato Grosso do Sul (un registro en 1937). Se hicieron diversos nuevos registros en el noreste de São Paulo, oeste de Espírito Santo y suroeste de Río de Janeiro.
Esta especie es considerada rara y local en su hábitat natural: el cerrado y matorrales entre los 600 y los 1200 m de altitud.

## Estado de conservación
La monterita cinérea era calificada como vulnerable hasta 2017 por la Unión Internacional para la Conservación de la Naturaleza (IUCN) debido a la pérdida de hábitat, pero los registros de nuevas localidades y los indicios de que su población, estimada entre 6 000 a 15 000 individuos maduros, puede haber parado de declinar mientras puede estar expandiendo su zona de distribución hacia el este y sur tolerando áreas más degradadas de Mata Atlántica, hicieron con que sea recalificada como preocupación menor.

## Sistemática

### Descripción original
La especie M. cinereus fue descrita por primera vez por el naturalista francé Charles Lucien Bonaparte en 1850 bajo el nombre científico Poospiza cinerea; su localidad tipo es: «Minas Gerais, Brasil».

### Etimología
El nombre genérico masculino «Microspingus» se compone de las palabras griegas «μικρος mikros» que significa pequeño y «σπιγγος, σπιζα spingos» que es el nombre común del ‘pinzón vulgar’; y el nombre de la especie «cinereus» en idioma latín significa «de color ceniza, ceniciento».

### Taxonomía
Es monotípica, ya fue considerada conespecífica con Microspingus melanoleucus.
La presente especie, junto a otras seis, fueron tradicionalmente incluidas en el género Poospiza, hasta que en los años 2010, publicaciones de filogenias completas de grandes conjuntos de especies de la familia Thraupidae basadas en muestreos genéticos, permitieron comprobar que formaban un clado fuertemente soportado por los resultados encontrados, lejano al resto de las especies del género que integraban; para individualizarlo genéricamente, Burns et al. (2016) propusieron la resurrección del género Microspingus. El reconocimiento del género resucitado y la inclusión de especies fue aprobado en la Propuesta N° 730.14 al Comité de Clasificación de Sudamérica (SACC).